# Santiago Zoochila
Santiago Zoochila är en ort i Mexiko.   Den ligger i kommunen Santiago Zoochila och delstaten Oaxaca, i den sydöstra delen av landet, 400 km sydost om huvudstaden Mexico City. Santiago Zoochila ligger 1 532 meter över havet och antalet invånare är 374.
Terrängen runt Santiago Zoochila är bergig västerut, men österut är den kuperad. Terrängen runt Santiago Zoochila sluttar österut. Runt Santiago Zoochila är det ganska glesbefolkat, med 29 invånare per kvadratkilometer. Närmaste större samhälle är San Ildefonso Villa Alta, 16,2 km nordost om Santiago Zoochila. I omgivningarna runt Santiago Zoochila växer huvudsakligen savannskog.